# Космос-2208
Космос-2208 је један од преко 2400 совјетских вјештачких сателита лансираних у оквиру програма Космос.
Космос-2208 је лансиран са космодрома Плесецк, Русија, 12. августа 1992. Ракета-носач Космос је поставила сателит у орбиту око планете Земље. Маса сателита при лансирању је износила 900 килограма. Космос-2208 је био комуникациони сателит.